# Bandera de Vilanova i la Geltrú
La bandera oficial de Vilanova i la Geltrú té la descripció següent:
Bandera apaïsada de proporcions dos d'alt per tres de llarg, bicolor horitzontal, la part superior blava fosca amb un castell groc al centre, d'altura 8/18 de la del drap; la part inferior groga amb quatre pals vermells.
Va ser aprovada el 8 de març de 1999 i publicada en el DOGC el 29 de març del mateix any amb el número 2857. Està basada en l'escut heràldic de la localitat.